# Reuniunea (Star Trek: Generația următoare)
„Reuniunea” (titlu original: „Reunion”) este al 7-lea episod din al patrulea sezon al serialului TV american științifico-fantastic Star Trek: Generația următoare și al 81-lea episod în total. A avut premiera la 5 noiembrie 1990.
Episodul a fost regizat de Jonathan Frakes după un scenariu de Thomas Perry, Jo Perry, Ronald D. Moore, Brannon Braga bazat pe o poveste de Drew Deighan, Thomas Perry și Jo Perry.

## Prezentare
Fosta iubită a lui Worf se întoarce și, împreună cu Jean-Luc Picard, cei doi mediază o dispută pentru putere între Klingonieni. Cu această ocazie, Worf descoperă noi membri ai familiei sale. 

## Actori ocazionali
- Suzie Plakson - K'Ehleyr
- Robert O'Reilly - Gowron[3]
- Patrick Massett - Duras
- Charles Cooper - K'mpec
- Jon Paul Steuer - Alexander Rozhenko
- Michael Rider - Security Guard
- April Grace - Transporter Technician
- Basil Wallace - Klingon Guard #1
- Mirron E. Willis - Klingon Guard #2